# Ludwik Rastawiecki

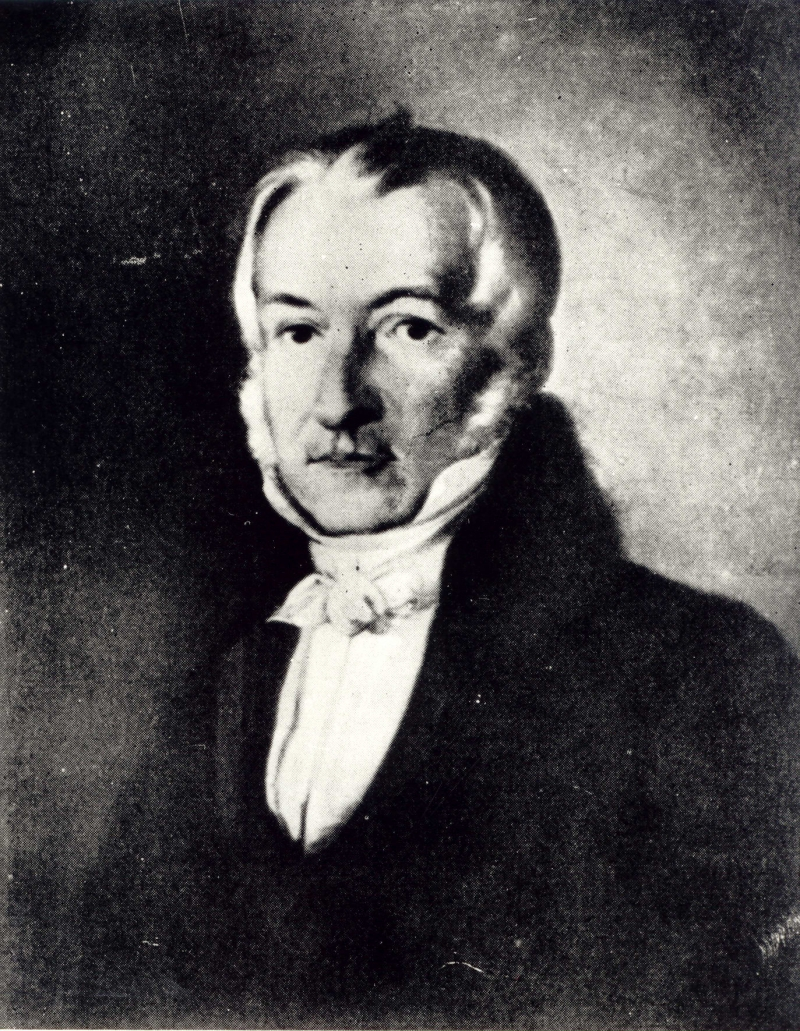
Portret Ludwika barona Rastawieckiego

Ludwik Mikołaj Adam baron Rastawiecki herbu Sas (ur. 1772, zm. 19 marca 1847 w Nowosiółkach) – polski poseł ziemi zamojskiej, marszałek sejmiku tomaszowskiego i baron Galicji. 

## Życiorys
Syn Andrzeja barona Rastawieckiego herbu Sas, w 1791 roku ukończył filozofię oraz prawo na Uniwersytecie Lwowskim, był paziem Stanisława Augusta, a później marszałkiem sejmiku tomaszowskiego, posłem na sejm ziemi zamojskiej.  W 1803 poślubił Teresę Krajewską z Krajewa herbu Trzaska. W tym samym roku zakupił majątek w Nowosiółkach, za wiano jakie otrzymała jego żona Teresa, oraz majątek w Dołhobyczowie.
Został pochowany w stworzonym przez syna Edwarda barona Rastawieckiego mauzoleum w kryptach świątyni w Nowosiółkach.